# Cubewano
En Cubewano (eller et Klassisk Kuiperbælte objekt) er et astronomisk objekt i Kuiperbæltet som kredser omkring Solen udenfor Neptun, i en bane som har den store halvakse i en størrelsesorden 40–50 AU og som ikke er under påvirkning af nogen af gaskæmpernes gravitation.
Til forskel fra Pluto krydser de ikke Neptuns bane.

## Etymologi
Cu-be-wan-os er en transskription af QB1s på engelsk, opkaldt efter kuiperbæltsobjektet 1992 QB1, 'cubewano' i ental. 